# Баткатське сільське поселення
Батка́тське сільське поселення (рос. Баткатское сельское поселение) — сільське поселення у складі Шегарського району Томської області Росії.
Адміністративний центр — село Баткат.
Населення сільського поселення становить 2703 особи (2019; 3003 у 2010, 3312 у 2002).

## Склад
До складу сільського поселення входять:
| Населений пункт           | Населення, осіб (2002) | Населення, осіб (2010) |
| ------------------------- | ---------------------- | ---------------------- |
| Бабарикіно, село          | 669                    | 527                    |
| Баткат, село              | 1265                   | 1201                   |
| Батурино, присілок        | 210                    | 163                    |
| Вознесенка, село          | 290                    | 274                    |
| Кайтес, присілок          | 7                      | 7                      |
| Каргала, село             | 737                    | 738                    |
| Мале Бабарикіно, присілок | 95                     | 64                     |
| Перелюбка, присілок       | 39                     | 29                     |